# 진흙 속에 핀 청춘
"진흙 속에 핀 청춘"은 한국에서 제작된 한상훈 감독의 1966년 영화이다. 방성자 등이 주연으로 출연하였고 홍의선 등이 제작에 참여하였다.

## 출연

### 주연
- 방성자
- 원석일
- 강미애
- 이대엽

## 기타
- 조명: 정경희
- 미술: 송백규